# Abisynia (Tymawa)
Abisynia – część wsi Tymawa w Polsce położona w województwie pomorskim, w powiecie tczewskim, w gminie Gniew, wchodzi w skład sołectw Tymawa
W latach 1975–1998 miejscowość administracyjnie należała do województwa gdańskiego.